# Transformatorhuisje (Montfoort)
Het transformatorhuisje aan de Julianalaan 3 in het Utrechtse Montfoort is een zakelijk-expressionistisch vormgegeven transformatorgebouw uit 1934. Het gebouw is aangemerkt als rijksmonument. Het is een ontwerp van H.E. Schulte sinds 1931 werkzaam als architect op de tekenkamer van de Provinciale Utrechtse Elektriciteits Maatschappij.
Het is een vrijstaand transformatorgebouw aan de Julianalaan op een vierkante plattegrond die bestaat uit één bouwlaag, dat is samengesteld uit drie in elkaar geschoven, kubistisch vormgegeven bouwdelen van verschillende hoogte onder platte daken. Het huisje heeft twee metalen deuren, waarvoor een gemetselde trede is aangebracht. Het gebouw is van algemeen belang vanwege de cultuur- en architectuurhistorische waarde als karakteristiek voorbeeld van een gaaf en vrij zeldzaam transformatorgebouw in een zakelijk-expressionistische stijl.